# مدل کسب و کار الکترونیکی

تعاریف مختلف مدل کسب و کار

تعریف مدل کسب و کار، غالباً با دشواری همراه است زیرا در زمینه‌های متفاوت کسب وکار، معانی متفاوتی از آن برداشت می‌شود. این نقیصه در تعریف مدل‌های نوین کسب و کار الکترونیک بیش از سایر حوزه‌ها احساس می‌شود. در این باره تحقیقات و فعالیت‌های آکادمیک و قابل اتکاء اندکی انجام شده‌است.
تعاریف متعددی از مدلهای کسب و کار شده‌است. در زیر برخی از مهم‌ترین تعاریف ارائه شده آمده است. برخی از تعاریف، بیان کننده اهدافی هستند که یک مدل کسب و کار دنبال می‌کند. برخی دیگر بر اجزای اصلی مدلهای کسب و کار و شاید به نوعی بر ارتباطات درونی این اجزاء، متمرکز شده‌اند. جدول روبرو برخی از پراستفاده‌ترین تعاریف مدلهای کسب و کار را نشان می‌دهد.

## تعاریف مدلهای کسب و کار
ماگرتا (۲۰۰۲)توصیفی است که نحوه فعالیت شرکت را بیان می‌کند.
پتروویک (۲۰۰۱) آیر و فولاک (۲۰۰۲)توصیفی از منطق یک سیستم تجاری برای ایجاد ارزش است.
اپلگت (۲۰۰۱)توصیفی از یک مجوعه کسب و کار که ساختار، روابط بین عوامل ساختاری و همچنین نحوه پاسخ دهی آن کسب و کار به دنیای واقعی را بیان می‌کند.
تیمرز (۱۹۹۸)طراحی کالا، خدمات و جریانهای اطلاعاتی، شامل توصیفی از بازیگران مختلف کسب و کار و نقشهای آنها، توصیفی از مزایای بالقوه برای بازیگران مختلف کسب و کار و همچنین توصیفی از منابع درآمدی است.
اوستروالدر و پیگنیور (۲۰۰۲)توصیفی است از ارزشی که یک شرکت به یک یا چند بخش از مشتریان ارائه می‌دهد. طرحی است از شرکت و شبکه همکاران آن برای ایجاد، بازاریابی و تحویل ارزش و سرمایه‌های ارتباطی به منظور ایجاد جریاناتی که منجربه کسب درآمدهای مثبت(سود) و باثبات می‌شوند.
ویل و ویتال (۲۰۰۱)توصیفی از نقشها و ارتباطات مابین مصرف کنندگان، مشتریان، هم‌پیمانان و عرضه کنندگان یک شرکت است که جریانات اصلی تولیدی، اطلاعاتی و مالی و همچنین منافع اصلی شرکاء را مشخص می‌کند.
هاوکینز (۲۰۰۱)توصیفی است از ارتباطات تجاری مابین یک شرکت تجاری و کالاها و خدماتی که آن شرکت در بازار فراهم می‌کند. به‌طور خاص مدل کسب و کار، روشی برای ساختاردهی جریانات هزینه‌ای و درآمدی است.
تپسکات (۲۰۰۰)یک مدل کسب و کار شامل ابداع پیشنهادهایی برای خلق ارزشی جدید است که با دگرگون کردن قوانین رقابت و بسیج افراد و منابع به دنبال سطوح جدیدی از کار است.

## اهمیت و ضرورت مدل کسب و کار الکترونیک E-Business Model
واژه مدل کسب و کار الکترونیک در سال‌های 2000 و 2001 رایج شد. درصورتیکه مدل کسب و کار الکترونیک با دقت تعیین شود، می‌تواند به بنگاه‌ها کمک کند تا استراتژیهای کسب و کار الکترونیک خود را پیاده سازند. به علاوه به آن‌ها اجازه می‌دهد تا کسب و کارشان را بشناسند، ارزیابی کنند، تغییر دهند و حتی شبیه سازی کنند. برخی از مهم‌ترین مزایای مدل کسب و کار الکترونیک عبارتند از:

### مزایای مدل کسب و کار الکترونیک
1. فرایند مدلسازی سیستم‌های اجتماعی یا یک هستی‌شناسی مانند یک مدل کسب و کار الکترونیک به شناخت عوامل مرتبط در یک حوزه معین و و درک ارتباطات بین آن‌ها کمک می‌کند.
2. استفاده از مدلهای کسب و کار الکترونیک فرموله شده، به مدیران کمک می‌کند تا بتوانند درکشان را از یک کسب و کار الکترونیک به راحتی با دیگر ذینفعان به اشتراک گذارند.
3. ترسیم و استفاده از مدلهای کسب و کار الکترونیک به عنوان یک پایه برای تسهیل مباحث تغییر و تحول عمل می‌کند. طراحان مدل کسب و کار به آسانی می‌توانند اجزاء یک مدل کسب و کار الکترونیک را تغییر دهند.
4. یک مدل کسب و کار الکترونیک فرموله شده، می‌تواند مانند نگرش "ارزیابی متوازن" به تعیین شاخصهایی برای ارزیابی کمک کند.
5. مدلهای کسب و کار الکترونیک به مدیران کمک می‌کنند کسب و کار الکترونیک را شبیه سازی کنند و به این ترتیب آموخته‌های خود را از آن افزایش دهند. این در واقع روشی برای ریسک کردن بدون به خطر انداختن سازمان است.

همانطور که پتروویک، کیتل و تکستن شرح می‌دهند: مدل کسب وکار توصیف یک سیستم اجتماعی پیچیده با تمام بازیگران، روابط و فرایندهایش نیست. بلکه توصیفی از منطق یک سیستم تجاری برای خلق ارزشی معین، است. از اینرو مدل کسب و کار از استراتژی سازمان نشأت گرفته و به عنوان الگویی برای طراحی فرایندهای تجاری استفاده می‌شود.